# Mischbatterie

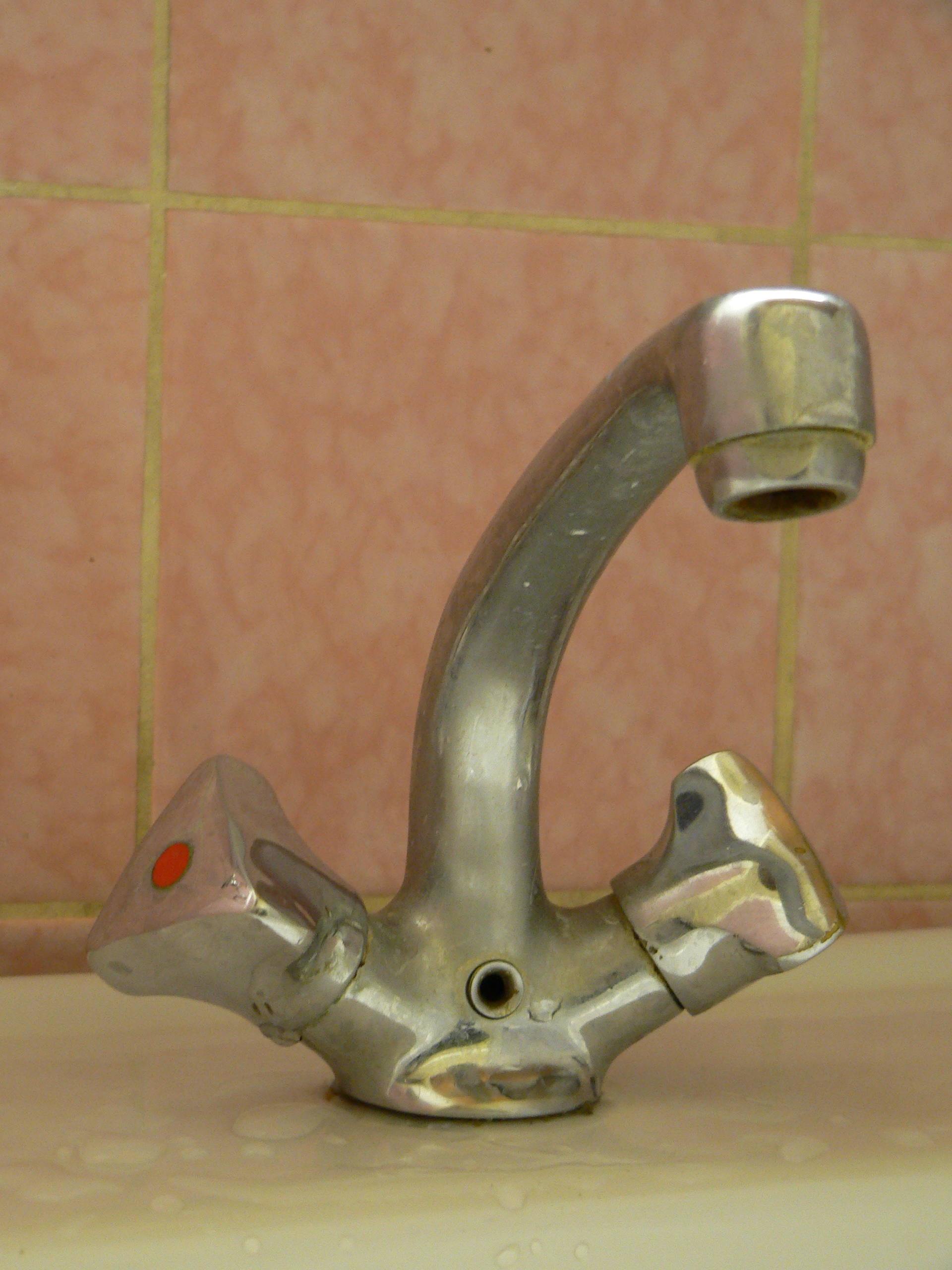
Mischbatterie mit getrennten Ventilen für Warm- und Kaltwasser

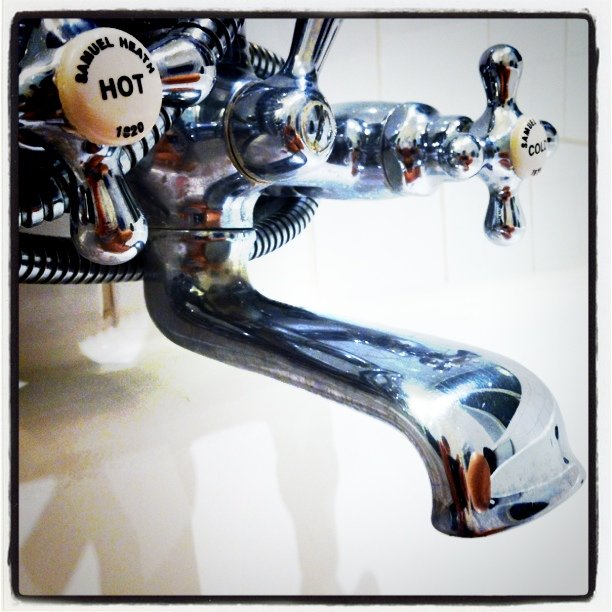
Mischbatterie mit Umschaltung für Auslass und Duschschlauch

Eine Mischbatterie oder Mischarmatur ist eine Auslaufarmatur (umgangssprachlich oft als Wasserhahn bezeichnet), die zugleich die Funktion eines Mischventils für Warm- und Kaltwasser besitzt. Gewöhnlich wird es durch Griffe, Hebel, Tastendruck oder Bewegungssensoren gesteuert.
Die gebräuchlichste Verwendung von Mischbatterien ist die an Wasserhähnen, mit denen der Wasserstrom dosiert und durch Vermischung von kaltem und warmem Wasser die gewünschte Temperatur erzielt wird. Als zusätzliche Funktionalitäten sind mitunter integriert:
- Stabilisierung der Mischtemperatur, auch bei Druck- und Temperaturschwankungen der Zuflüsse, mittels Thermostat, siehe Thermostatmischarmatur
- Umschaltventil zwischen dem Schwenkarm/Auslass und dem Anschluss der Dusche.

Haushalts-Mischarmaturen, die in ein Wasch- oder Spülbecken eingesetzt werden (statt an der Wand befestigt zu sein), benötigen in der Regel einen kreisförmigen Ausschnitt mit einem Durchmesser von 28 bis 32 mm. Mischarmaturen mit ausziehbarem Auslaufkopf benötigen oft einen Ausschnitt mit wenigstens 35 mm Durchmesser, da neben dem Kalt- und Warmwasserzulauf zusätzlich der Zulauf zur flexiblen Zuleitung sowie die flexible Leitung selber durch den Ausschnitt geführt werden müssen. In Blechspülen wird der Ausschnitt häufig mit einem einfachen Werkzeug ausgeführt, das als Schraublocher, Blechlocher oder (Schraub-)Lochstanzer bezeichnet wird und in der Regel für Blechstärken bis 1 mm, seltener bis 2 mm, geeignet ist.

## Niederdruck-Armatur
Zum Betrieb eines drucklosen Boilers sind ausschließlich Niederdruck-Armaturen verwendbar. Sie bestehen ebenfalls aus zwei Ventilen. Das Kaltwasserventil hat seinen Abfluss in den gemeinsamen Auslass. Das Warmwasserventil leitet kaltes Wasser in den Niederdruck-Boiler und aus diesem strömt das vorgewärmte Wasser frei zum gemeinsamen Auslass. Die Verbindung zwischen Boiler und Auslass ist immer offen und darf nie abgesperrt werden (keine Perlatoren, kein Duschstopp). Nachtropfen beim Aufheizen des Boilers ist normal und beruht auf der Ausdehnung des Wassers beim Erhitzen. Im Zufluss sind oft Drosseln verbaut, die entsprechend dem Wasserdruck oder dem Durchfluss der speisenden Leitung, den Boiler vor Überdruck schützen. Niederdruck-Armaturen sind daran erkennbar, dass sie drei Anschlussleitungen haben: eine ist der Kaltwasserzulauf, eine bringt Kaltwasser zum Boiler und eine führt warmes Wasser vom Boiler zum Auslass.
Der Ausschnitt für eine Niederdruckarmatur, die in einem Waschbecken oder einer Spüle eingesetzt wird, hat in der Regel einen Durchmesser von 32 mm.

## Einhebelmischer

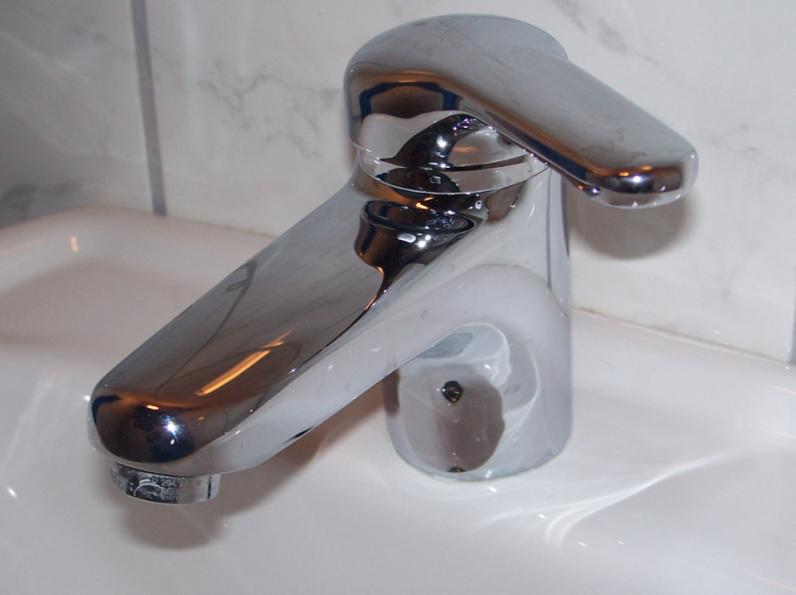
Einhebelmischer

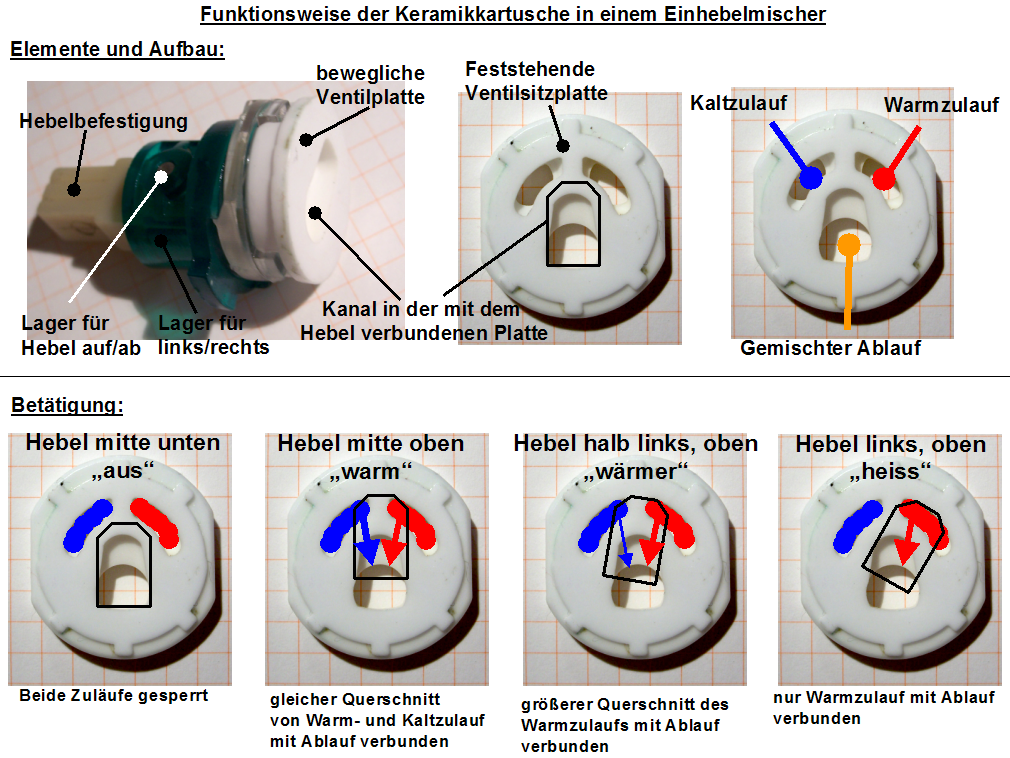
Funktionsweise des Mischventils (Kartusche) in einem Einhebelmischer

Bauformen mit nur einem Bedienelement zur Regelung werden als Einhandarmatur, Einhandmischer, Einhebelmischer (auch schlicht Hebelmischer), Einhebelmischbatterie oder Einhandhebelmischer bezeichnet. Diese Bauart, deren funktionaler Kern heute eine sogenannte Kartusche ist, wurde in den 1940er Jahren von dem US-Amerikaner Alfred M. Moen entwickelt.
In der Kartusche befinden sich zwei plangeschliffene Keramikscheiben, die gegeneinander verschoben und verdreht werden können.
Die feststehende Keramikplatte einer Mischbatterie besitzt drei Öffnungen, von denen jeweils eine mit Warmwasser- und Kaltwasserzulauf sowie mit dem Ablauf der Armatur verbunden ist. Der zugleich drehbar und hochschwenkbar gelagerte Hebel bewirkt die Verschiebung der zweiten, beweglichen Keramikplatte, in die eine einzelne Vertiefung eingearbeitet ist. Je nach Stellung rutscht die Vertiefung über zwei oder alle drei Öffnungen der feststehenden Platte und ermöglicht das Hindurchströmen des Wassers.
Da der Betätigungsweg bei Einhand-Mischbatterien sehr kurz ist, entstehen beim schnellen Schließen der Armatur Druckstöße, die in ungünstigen Fällen das Rohrnetz schädigen und zu störenden Geräuschen führen können.
Da häufig auch nach dem Absperren und Ablassen des Wassers aus den Zuleitungen Wasser in der Kartusche verbleiben kann, sind Einhebelmischer nicht frostsicher. Oft kann die Armatur erst nach der Demontage soweit entleert werden, dass die Kartusche nicht durch Eisbildung beschädigt wird.
Die Abdichtung der Zuläufe gegen den Ablauf wird durch die plane und glatte Oberfläche der Keramikscheiben erreicht, die in der Armatur unter leichtem Druck aufeinander gepresst werden.
Zur Wartung bzw. Reparatur wird in der Regel die gesamte Keramikkartusche ausgetauscht.
Bei Verwendung in Niederdruck-Armaturen sind die Kartuschen die gleichen, die Wasserwege sind jedoch anders als im Bild dargestellt: das Kaltwasser gelangt nach wie vor direkt zum Auslass, das Warmwasserventil leitet jedoch kaltes Wasser zum Boiler, von dem es drucklos zurückkommt und direkt im Auslass zugemischt wird.

## Thermostatmischarmatur

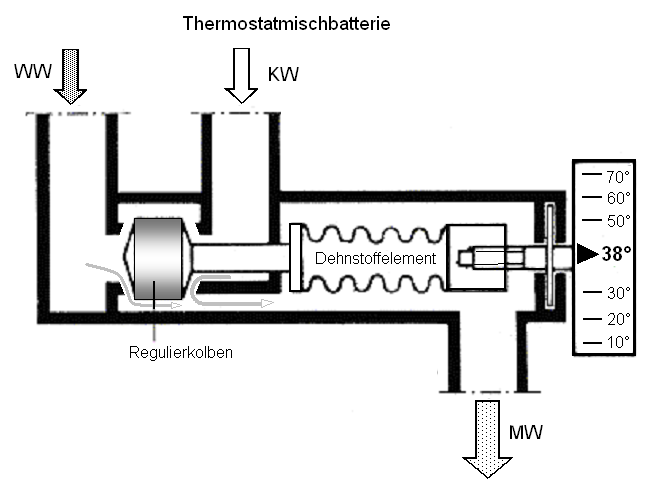
Prinzip einer Mischbatterie:
WW = Warmwasser
KW = Kaltwasser
MW = Mischwasser

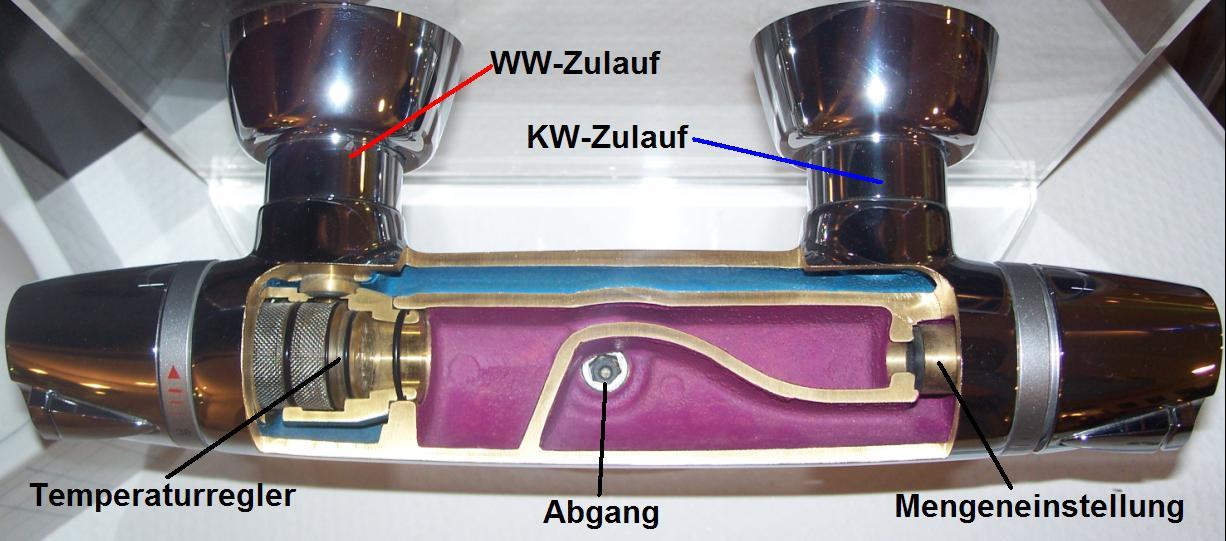
Thermostat-Duscharmatur der Firma Grohe im Schnitt

Thermostatmischarmaturen als Dusch-, Badewannen- oder Waschtischarmatur erlauben eine konstante Auslauftemperatur des Mischwassers, unabhängig von der Temperatur und weitestgehend unabhängig vom Druck der Wasserzuleitungen.
Im Innern haben die Mischthermostate einen Regler, der vom Mischwasser umspült wird. Der Regler besteht entweder aus Bimetalldraht, der zu einer schraubenförmigen Feder gewickelt wurde, oder einer paraffingefüllten Kapsel, einem sogenannten Wachsdehnstoff-Element. Beide Reglerarten führen bei Temperaturänderungen proportionale Längenänderungen aus, wobei die Ausführung mit Bimetalldraht größere Regelwege beschreiben kann.
Ändern sich die Zuflussbedingungen (Temperatur, Menge), so verschiebt sich der Regler und öffnet beziehungsweise schließt Schlitze der Warm- und Kaltwasserzulaufleitungen.
Die Warmwassertemperatur kann bis auf eine Abweichung von einem Kelvin von der Solltemperatur konstant gehalten werden. Als Verbrühschutz sind die Thermostate meist mit einem Sperrmechanismus am Bedienhebel ausgerüstet, der zum Anwählen von mehr als 38 °C entriegelt werden muss. Manche Thermostate besitzen noch eine Wasserspartaste, die betätigt werden muss, um den vollen Durchfluss einstellen zu können.
In der Regel befinden sich sowohl im Kalt- wie auch im Warmwasserzulauf Rückflussverhinderer, um einen hydraulischen Kurzschluss zwischen Kalt- und Warmwassernetz zu vermeiden, durch den die beiden Netze in der Thermostatmischarmatur ansonsten verbunden wären.
Es gibt Sonderausführungen, in denen die Mischkammer außen von Kaltwasser umspült ist, so dass die Armatur von außen stets kühl bleibt.